# Lixophaga jennei
Lixophaga jennei är en tvåvingeart som beskrevs av Aldrich 1926. Lixophaga jennei ingår i släktet Lixophaga och familjen parasitflugor. Inga underarter finns listade i Catalogue of Life.